# 太川陽介
太川 陽介（たがわ ようすけ、1959年〈昭和34年〉1月13日 - ）は、日本の俳優、タレント、司会者、YouTuber、元アイドル歌手。京都府中郡大宮町（現・京丹後市）出身。サンミュージックプロダクション所属。妻は女優の藤吉久美子。

## 来歴・人物
1975年に公開された桜田淳子主演映画『スプーン一杯の幸せ』の相手役オーディションに応募するも、そのときすでに締め切りを過ぎていたため選外となった。しかし、その履歴書がスタッフの目に留まったことが芸能界デビューのきっかけとなった。上京にあたり、京都府立峰山高等学校から日本学園高等学校へ転校。
1976年、「陽だまりの中で」でレコードデビュー。デビュー時のキャッチフレーズは「昇れ!太陽くん」。芸名は都倉俊一によるものといわれているが、実際はサンミュージックプロダクション創業者の相澤秀禎が決めたもので、「太陽という文字を入れてみました」とのことで、「介」は文字の形が末広がりで縁起がいいと思ったからということである。

「ルイルイ」のジェスチャー

翌1977年、3曲目の「Lui-Lui」が太川自身最大のヒット曲となり、同年暮れの第19回日本レコード大賞をはじめ、各音楽大賞の新人賞を総なめにした。歌詞の最後で「Lui-Lui（ルイルイ）!」と叫ぶポーズが、太川のトレードマークとなっている。1979年よりNHK総合「レッツゴーヤング」の司会を務めるなど、昭和50年代を代表するアイドルであった。明るい曲調でヒットした「Lui-Lui」の次の曲が硬派路線の「Cry Cry Cry」だった。太川は「ルイルイの後はクライを三連発する曲となったけど、本当はB面の方が明るい曲でそちらを歌いたかった」と語ったことがある。
その後、アイドル歌手から主にタレント・司会者・俳優業に転向、1989年のミュージカル『エニシング・ゴーズ』に起用されたことがきっかけで舞台俳優として頭角を現す。舞台版の『細雪』では1998年より「啓坊」こと奥畑啓三郎役を演じている。もともとアイドルとしては茶目っ気や庶民性を前面に出すタイプであったこともあり、ホームドラマやコメディに適した俳優としてNHKなどでは特に厚遇された。ラジオパーソナリティ、旅番組などでも幅広く活動している。
1995年、女優の藤吉久美子と結婚（太川は初婚だったが藤吉は再婚）。2001年には長男が誕生した。芸能界のおしどり夫婦として有名で、なれそめは1994年にNHK大阪で藤山直美主演のドラマ新銀河『大阪で生まれた女やさかい』の撮影で共演したことだった。撮影終了後に新大阪駅に向かうタクシーで相乗りし、そのまま新幹線で東京まで一緒に帰り食事をして交際につながった。ちなみに前述のドラマでは、二人が一緒に出てくるシーンは一度しかなかった。また、それ以前はお互い顔と名前を知る程度で特に面識はなかったという。
2007年10月から2017年1月まで蛭子能収とともに『ローカル路線バス乗り継ぎの旅』に出演していた。太川のリーダーシップと計画性、さらにはチームメンバーに対する細やかな気遣いには定評があった。なかでも正反対の性格である蛭子とのやりとりが好評で、ベストコンビといわれていた。このことは業界でも高く評価されており、水道橋博士は「蛭子さんを扱えるのは太川さんだけ」「自分たちの中で太川さんの何が凄いかといったら、蛭子さんと3泊4日一緒に過ごせること。なおかつ番組として成立させられてしまうのだから本当に凄い」と、評価していた。これは問題行動や問題発言をよく繰り返す蛭子にうまく対処できない人が多いからであった（だからといって、それでも常に蛭子をコントロールできていたというわけではなく、道中で蛭子の心無い一言に激怒して感情的になったりしていた のは日常茶飯事）。
「ローカル路線バス乗り継ぎ対決旅」シリーズでは、太川（バス）チームのリーダーを務める。
「ぶらり途中下車の旅」の旅人としても長く活躍しており、旅番組のイメージが強い。また、近年では旅番組にかぎらず太川が出演すると視聴率が跳ね上がることが多く、業界内では「太川は何かを持っている」という評価をもたれているとされる。
2017年6月27日、「京丹後市観光大使」に就任。2023年10月7日には首都圏の丹後地方出身者で作る『東京丹後人会』の会長に選任された。
2025年5月19日、「バス旅」出演を通じて全国の路線バスについての造詣が深いとして埼玉工業大学（埼玉県深谷市）が自動運転バス特命教授に任命した。今後は公開講座や論文などに携わる予定。
2025年7月、東京・明治座での「デビュー60周年記念　五木ひろし特別公演　坂本冬美特別出演」において、五木が病気のため途中休演になったのを受け、第1部の時代劇「花のお江戸の快男児　喧嘩安兵衛」に別の役で出演していた太川が五木に代わって主演を務めた。セリフや立ち回りの動きをわずか1日、徹夜ですべて覚えて本番に臨んだ。

## ディスコグラフィ

### シングル
| #                    | 発売日          | A/B面    | タイトル                   | 作詞         | 作曲         | 編曲         | 規格品番 |
| ビクター             | ビクター        | ビクター | ビクター                   | ビクター     | ビクター     | ビクター     | ビクター |
| -------------------- | --------------- | -------- | -------------------------- | ------------ | ------------ | ------------ | -------- |
| 1                    | 1976年 12月20日 | A面      | 陽だまりの中で             | いではく     | 穂口雄右     | 穂口雄右     | SV-6140  |
| 1                    | 1976年 12月20日 | B面      | 握手でグッバイ             | 樹里久美     | 穂口雄右     | 穂口雄右     | SV-6140  |
| 2                    | 1977年 4月5日   | A面      | 南風                       | 石原信一     | 穂口雄右     | 高田弘       | SV-6197  |
| 2                    | 1977年 4月5日   | B面      | きみにときめきすぎて       | 石原信一     | 穂口雄右     | 高田弘       | SV-6197  |
| 3                    | 1977年 7月5日   | A面      | Lui-Lui                    | 石原信一     | 都倉俊一     | 都倉俊一     | SV-6253  |
| 3                    | 1977年 7月5日   | B面      | 銀の糸                     | 石原信一     | 都倉俊一     | 都倉俊一     | SV-6253  |
| 4                    | 1977年 10月25日 | A面      | Cry Cry Cry                | 杉山政美     | 都倉俊一     | 田辺信一     | SV-6307  |
| 4                    | 1977年 10月25日 | B面      | 恋の五線紙                 | 杉山政美     | 都倉俊一     | 都倉俊一     | SV-6307  |
| 5                    | 1978年 2月5日   | A面      | もって行け思い出           | 中村泰士     | 中村泰士     | 高田弘       | SV-6362  |
| 5                    | 1978年 2月5日   | B面      | 春にふられて               | 森雪之丞     | 森雪之丞     | 小笠原寛     | SV-6362  |
| 6                    | 1978年 4月25日  | A面      | ヨーヨー                   | 杉山政美     | 筒美京平     | 船山基紀     | SV-6404  |
| 6                    | 1978年 4月25日  | B面      | ドクター・ラブ             | 杉山政美     | 筒美京平     | 船山基紀     | SV-6404  |
| 7                    | 1978年 7月5日   | A面      | ぼくの姉さん               | 上條恒彦     | 桑原研郎     | 高田弘       | SV-6448  |
| 7                    | 1978年 7月5日   | B面      | 君に夢中さ                 | 馬場孝幸     | 馬場孝幸     | 馬場孝幸     | SV-6448  |
| 8                    | 1978年 8月25日  | A面      | それはないよお嬢さん       | 杉山政美     | 筒美京平     | 船山基紀     | SV-6463  |
| 8                    | 1978年 8月25日  | B面      | 秋風によろしく             | 杉山政美     | 筒美京平     | 船山基紀     | SV-6463  |
| 9                    | 1979年 2月5日   | A面      | ビーナス・イン・ブルージン | 山川啓介     | 馬飼野康二   | 馬飼野康二   | SV-6544  |
| 9                    | 1979年 2月5日   | B面      | さらば愛しき女よ           | 山川啓介     | 馬飼野康二   | 馬飼野康二   | SV-6544  |
| 10                   | 1979年 5月25日  | A面      | ムーンライト・カーニバル   | 森雪之丞     | 平尾昌晃     | あかのたちお | SV-6589  |
| 10                   | 1979年 5月25日  | B面      | SOLO SOLO                  | 三浦徳子     | 梅垣達志     | 梅垣達志     | SV-6589  |
| 11                   | 1979年 10月25日 | A面      | 走れ!江の電                | 藤公之介     | 小笠原寛     | 小笠原寛     | SV-6642  |
| 11                   | 1979年 10月25日 | B面      | コンサートのあとで         | 保富康午     | 岩久茂       | 松井忠重     | SV-6642  |
| 12                   | 1980年 2月21日  | A面      | おとぎ話                   | 太川陽介     | 福留順一     | 松井忠重     | SV-6690  |
| 12                   | 1980年 2月21日  | B面      | 母恋歌                     | 荒木とよひさ | 小笠原寛     | 小笠原寛     | SV-6690  |
| 13                   | 1980年 5月21日  | A面      | 心の翼                     | 小椋佳       | 小椋佳       | 戸塚修       | SV-7001  |
| 13                   | 1980年 5月21日  | B面      | 止してもらいたい           | 小椋佳       | 小椋佳       | 青木望       | SV-7001  |
| 14                   | 1981年 4月21日  | A面      | そこに微笑みが             | 太川陽介     | 馬場孝幸     | 松井忠重     | SV-7108  |
| 14                   | 1981年 4月21日  | B面      | 静かな夜                   | 窪田万梨     | こすぎやすお | 松井忠重     | SV-7108  |
| ワーナー・パイオニア |                 |          |                            |              |              |              |          |
| 15                   | 1985年 9月25日  | A面      | Hey,ミスター・バイク!      | SHOW         | 小田裕一郎   | 入江純       | L-1714   |
| 15                   | 1985年 9月25日  | B面      | (インストゥルメンタル)     | -            | 小田裕一郎   | 入江純       | L-1714   |

### アルバム

#### ベスト・アルバム
- 太川陽介 ベスト・ヒット・アルバム（1978年発売）〈全14曲〉
- 青春の軌跡（1980年発売）〈全14曲〉
- 太川陽介 ゴールデン☆ベスト（2007年9月21日発売）〈全21曲、初CD化19曲〉
- サンライズ・ベスト（2019年3月6日発売）〈CD+DVDの2枚組。全19曲、初CD化16曲〉

### タイアップ曲
| 年     | 楽曲           | タイアップ                                   |
| ------ | -------------- | -------------------------------------------- |
| 1978年 | ぼくの姉さん   | NHK銀河テレビ小説「ぼくの姉さん」主題歌      |
| 1980年 | おとぎ話       | 日本テレビ系テレビドラマ「おだいじに」挿入歌 |
| 1980年 | 心の翼         | 日本テレビ系テレビドラマ「猿飛佐助」EDテーマ |
| 1981年 | そこに微笑みが | 日本テレビ系テレビドラマ「かくれんぼ」主題歌 |
| 1981年 | 静かな夜       | 日本テレビ系テレビドラマ「かくれんぼ」挿入歌 |

## 出演

### 映画
- 晴れ、ときどき殺人（1984年）
- 野蛮人のように（1985年）
- 私を抱いてそしてキスして（1992年）
- ローカル路線バス乗り継ぎの旅 THE MOVIE（2016年）[16]

### Vシネマ
- ログハウスごっこ（1986年）
- 静かなるドン（1991年）

### 音楽番組・バラエティー番組
- レッツゴーヤング（1977年4月10日 - 1986年4月13日、NHK総合） - 1979年3月までサンデーズ → 4月より司会
- 欽ちゃんのどこまでやるの!?（テレビ朝日） - レギュラー
- カックラキン大放送（1977年 - 1979年秋、日本テレビ） - レギュラー、「Lui-Lui」のサビと共に「チワー…スーパールイルイです！」の掛け声で毎回登場。
- ドラフトクイズ（東京12チャンネル）
- 象印クイズ ヒントでピント（1984年10月14日（第270回） - 1985年10月20日（第319回）、テレビ朝日）[17][18][19]
- 森の都を人がゆく 金沢百万石まつり （1986年6月 - 2002年6月・2013年6月・2015年6月6日・2020年6月6日、北陸放送） - 2002年までレギュラー、2013年以降はスペシャルゲスト
- 土曜スペシャル ローカル路線バス乗り継ぎの旅（2007年10月 - 2017年1月、テレビ東京系） - レギュラー
- 土曜スペシャル ローカル路線バス乗り継ぎの旅Z（2017年3月25日 - 2019年3月16日、テレビ東京系） - ナレーター
- 土曜スペシャル 太川・蛭子のローカル鉄道寄り道旅（2018年9月 - 2019年9月12日、テレビ東京系）
- 歌え!昭和のベストテン（2016年10月8日 - 2018年3月31日、BS日テレ） - 司会[20]
- 太川蛭子の旅バラ（2019年4月18日 - 12月25日、テレビ東京）[21]
- 水バラ（2020年1月29日 - 、テレビ東京） - 不定期出演。「ローカル路線バスVSローカル鉄道乗り継ぎ対決旅」バスチーム[22][23]「ローカル路線バス乗り継ぎ対決旅 陣取り合戦」[24]「ローカル路線バス対決旅　路線バスで鬼ごっこ！」[25]「BINGO対決旅」各回でリーダー。
- 太川陽介のスナック歌謡界～昭和スターが集う店～（2021年3月26日 - 2022年12月25日、J:COMテレビ） - 司会
- そのとき、歌は流れた～時代を彩った昭和名曲～（2022年12月23日・2023年5月24日・31日・8月20日・27日・10月11日 - 、BS日テレ） - 司会

### 情報番組・教養番組
- ぶらり途中下車の旅（日本テレビ） - 準レギュラー。出演回数が2018年6月現在92回と最多で、舞の海秀平と共に当番組を牽引している。年に数回放送される2時間スペシャルにも2012年からは毎年1回は出演している。
- 午後は○○おもいッきりテレビ（日本テレビ）
- 笑っていいとも!（フジテレビ） - テレフォンショッキングゲスト（過去4回出演）
- 健康は、おくち、からだ。教えて!歯周病のこと（2013年3月2日、BSフジ） - 番組内のドラマに出演（星山徹 役）
- ゲンキになる！台湾〜知られざる新北の魅力〜（2013年6月1日、テレビ東京）
- 探Q!Aトリップ（テレビ愛知）
- ポシュレモーニング（日本テレビ）

### テレビドラマ
- あの手この手お隣りさん!（1977年、テレビ朝日）　- 加茂陽平 役
- 銀河テレビ小説（NHK総合）
  - ぼくの姉さん（1978年） - 里見栄一 役
  - 姉さんの子守唄（1979年） -  里見栄一 役
  - 姉さんは腕まくり（1980年） - 里見栄一 役
  - 日の出食堂の青春（1982年） - アキラ 役
  - 陽だまり横丁のラブソング（1984年） - 轟小太郎 役
  - 親の出る幕（1988年） - 杉山邦夫 役
- おだいじに（1979年、日本テレビ）　- 井上一郎 役
- 熱中時代（1978年 - 1979年・1980年 - 1981年） - 天城育民 役
- 熱愛一家・LOVE（1979年、TBS）　- 石本彰 役
- 猿飛佐助（1980年5月 - 10月、日本テレビ） - 主人公・猿飛佐助 役
- 土曜ワイド劇場（テレビ朝日）
  - 「濡れた心〜レズビアン殺人事件〜」（1981年4月18日） - 小村釣一 役
  - 「瀬戸内ミステリー海流　無人島の首なし死体　尾道フェリーの女」（1990年7月14日） - 九十九幸雄 役
- 旅立ちの朝（1981年、CBC）
- かくれんぼ（1981年、日本テレビ）　- 三上竜 役
- 火曜サスペンス劇場（日本テレビ）
  - 「受験地獄・東大受験 その朝めざまし時計が鳴らなかった」（1982年）
  - 「木に登る犬」（1983年） - 主人公・大沢洋一 役
  - 「下町・銭湯騒動記5」（2005年12月13日） - 工藤一哉 役
- 妻たちは…（1982年、フジテレビ）
- おはよう24時間（1982年、TBS）　- 浩太郎 役
- 港町まごころ坂（1982年、北海道放送）
- 春よ来い（1982年 - 1983年、日本テレビ）　- 河村裕 役
- 千利休とその妻たち（1983年、関西テレビ）
- 夫を返して!（1983年、よみうりテレビ）
- 若き血に燃ゆる〜福沢諭吉と明治の群像（1984年） - 犬養毅 役
- 単身家族（1985年、TBS）
- おかしな二人（1985年、TBS）
- ただいま絶好調!（1985年、テレビ朝日）　- 前田健三 役
- 水曜日の恋人たち（1985年、TBS）
- 迷犬ルパンは名探偵!?（1985年、テレビ朝日）
- 水戸黄門（TBS）
  - 第16部 第11話「浪速男のド根性 -大坂-」（1986年7月7日） - 新吉 役
  - 第20部
    - 第8話「情け紡いだ西陣織 -京-」（1990年12月24日） - 仙太郎 役
    - 第46話「印籠盗んだ女掏摸 -会津-」（1991年9月23日） - 政吉 役

  - 第22部 第25話「夢の中で若旦那 -鳥取-」（1993年11月1日） - 正太郎 役
  - 第28部 第28話「兄ちゃんを救え! 恐怖の人柱 -三原-」（2000年10月9日） - 宗助 役
  - 第29部 第23話「祝言に飛び込んだ男 -会津-」（2001年9月3日） - 葛西準一郎 役
- 美人母娘3人 ああ華麗なる結婚サギ（1986年、テレビ朝日）
- 寝台特急出雲3号グルメ殺人旅行（1986年、フジテレビ）
- 最高にすてきな夫婦（1986年、RKB毎日放送）
- おかしな探偵・京都映画村ミステリー旅行（1986年、TBS）
- ときめき（1986年、NHK総合）
- 暴れん坊将軍シリーズ（テレビ朝日 / 東映）
  - 暴れん坊将軍II 第182話「燃える江戸城！男たちの一番纏!」(スペシャル)（1987年） - 河合政之丞 役
  - 暴れん坊将軍III 春のスペシャル「激闘!大阪城 吉宗に挑む豊臣一族!」（1990年） - 伊吉 役
- 江戸を斬る（TBS）
  - 江戸を斬るVII（1987年） - 速見新太郎 役
  - 江戸を斬るVIII（1994年） - 結城正吾 役
- 京都殺人案内14 音次郎、女を張り込む（1988年、朝日放送 / 松竹） - 草森慎太郎 役
- びんた（1990年、TBS）
- 花真珠（1990年、よみうりテレビ）
- 女忍かげろう組（1990年、日本テレビ）
- 瀬戸内ミステリー海流 無人島の首なし死体・尾道フェリーの女（1990年、テレビ朝日）
- 森田芳光の今夜だけのお遊び（1990年、関西テレビ）
- 大岡越前 第12部 第22話「命がけの婿入り志願」（1992年3月16日、TBS / C.A.L） - 清太郎 役
- 京都・博多殺人事件（1992年、テレビ朝日）
- 泣きっ面に姑III（1992年、フジテレビ）
- 探偵・神津恭介の殺人推理（1992年、テレビ朝日） - 松下研三 役
- ドラマ新銀河（NHK総合）
  - 大阪で生まれた女やさかい（1993年） - 銭村平太 役
- 北の果て襟裳岬婚約旅行殺人事件（1993年、テレビ朝日）
- いのちの現場から6（1999年、毎日放送）
- 天才てれびくん 魔界同盟（2001年、NHK教育）
- 水曜女と愛とミステリー「不倫調査員・片山由美3京都芸妓殺人事件!」（2002年、BSジャパン）
- 新・科捜研の女2（2005年、テレビ朝日）
- 街の医者・神山治郎9（2005年、日本テレビ）
- 浅草美女の湯殺人事件（2005年、日本テレビ）
- メン☆ドル 〜イケメンアイドル〜（2008年、テレビ東京） - 猿川圭史 役
- Lドラ・ママはニューハーフ（2009年、テレビ東京）
- 連続テレビ小説・つばさ（2009年、NHK総合） - 丸山良男 役
- 月曜ゴールデン「財務捜査官・雨宮瑠璃子5」（2009年11月9日、TBS）
- 検事・朝日奈耀子11（2011年11月12日、テレビ朝日） - 野上健二 役
- イソベン・里村タマミの事件簿 霧氷（2013年10月21日、TBS） - 阿久津寛治 役
- 相棒 season12 第18話（2014年3月12日、テレビ朝日） - 友部巧 役
- 警視庁捜査一課長〜ヒラから成り上がった最強の刑事!3（2014年7月26日、テレビ朝日） - 松島明 役
- ○○妻 第2話（2015年1月21日、日本テレビ） - タクシー運転手 役
- 信長燃ゆ（2016年、テレビ東京） - 誠仁親王

### ラジオ
- ジョイフルポップ「日本のアイドル歌謡」（1987年4月 - 1990年3月、NHK-FM）
- サタデーホットリクエスト（1996年4月 - 2000年3月、NHK-FM）
- アクアマリーン恋するラジオ（文化放送）
- 太川陽介の1,2,SUN!（2009年1月2日 - 4月24日、ニッポン放送）
- NISSAN HOT WAVE 陽介の気分は大の字大放送!!（1988年10月 - 1991年3月、静岡放送）
- コージー・ポップ・フィールド（エフエム東京）

### 舞台
- がんばれ元気（1977年8月、砂防会館） - 主人公・堀口元気 役
- エニシング・ゴーズ（1989年・1990年・1991年・1996年） - オークリー卿 役
- 細雪（2000年 - 、帝国劇場ほか） - 啓三郎 役
- 妻をめとらば〜晶子と鉄幹〜（2007年8月、明治座） - 北原白秋 役
- 南太平洋（2015年、シアター1010 ほか） - ルーサー・ビリス 役
- キス・ミー・ケイト（2017年、東京芸術劇場プレイハウス ほか） - ギャング 役
- 風を打つ（2024年、亀戸文化センター カメリアホール）[26]
- 花のお江戸の快男児　喧嘩安兵衛
  - （2024年、新歌舞伎座 11月興行「五木ひろし・坂本冬美公演」第1部 ） - 清水一学 役
  - （2025年7月、明治座「デビュー60周年記念　五木ひろし特別公演　坂本冬美特別出演」第1部） - 中山安兵衛 役（五木ひろし病気休演に伴う代演）[12]
- おばぁとラッパのサンマ裁判（2025年、紀伊國屋ホール ほか）[27]

### CM
- HOYA（CAMPUS9）
- ハウス食品（シャンメンしょうゆ味、ククレカレー）
- シャルダン・リキッド（エステー化学） - 相原コージの漫画『コージ苑』で、このCMの一節が意味なく挿入されることがある。
- リボンシトロン（サッポロビール）
- カンコー学生服
- 江崎グリコ「ファンシー　アーモンドチョコレート」
- キッコーマン （デリシャスソースJr.）
- マニュライフ生命（2014年12月 - ） - 蛭子能収と共演。

### 吹き替え
- 白バイ野郎パンチ&ボビー - ボビー・ネルソン（トム・ライリー）役

## 書籍
- ルイルイ仕切り術:人生も会社も路線バスの旅も成功に導く40のツボ （小学館 ISBN 978409-3108287 2014年9月8日発売）